# دي هافي
دي هافي (بالإنجليزية: Heavy D)‏ هو منتج أسطوانات ومؤلف موسيقى تصويرية ورابر وموسيقي وملحن وممثل أمريكي، ولد في 24 مايو 1967 في جامايكا، وتوفي في 8 نوفمبر 2011 ببيفرلي هيلز في الولايات المتحدة بسبب ذات الرئة.

## أعمال

### أفلام
- (1999) قوانين منزل سايدر[6]
- (2006) ستيب أب[7]

## وصلات خارجية
- دي هافي على موقع IMDb (الإنجليزية)
- دي هافي على موقع روتن توميتوز (الإنجليزية)
- دي هافي على موقع ألو سيني (الفرنسية)
- دي هافي على موقع ألو سيني (الفرنسية)
- دي هافي على موقع ميوزك برينز (الإنجليزية)
- دي هافي على موقع أول موفي (الإنجليزية)
- دي هافي على موقع قاعدة بيانات برودواي على الإنترنت (الإنجليزية)
- دي هافي على موقع قاعدة بيانات الأفلام السويدية (السويدية)
- دي هافي على موقع إن إن دي بي (الإنجليزية)
- دي هافي على موقع أول ميوزيك (الإنجليزية)